# Hormizd (hijo de Hormizd II)
Hormizd (en griego: Ὁρμίσδας, Hormisdas, Ormisdas; en persa: هرمز‎) fue un príncipe sasánida persa, tercer hijo del rey Hormizd II y cuñado del rey Shapur II. Encarcelado por él, fue liberado por su esposa en 323 y escapó a Constantinopla, donde el emperador romano Constantino I le ayudó y le dio un palacio que será la residencia de Justiniano I antes de acceder al trono.
Hormizd nace alrededor de 280 en Persia. Es el tercer hijo de Hormizd II y su primera esposa. En 309, su padre muere y su hermano mayor Adhur-Narseh accede al trono sasánida. Pero a causa de su crueldad y es destronado y asesinado por los nobles y el clero después de solo unos meses de reinado. El segundo hijo de Hormizd II, cuyo nombre no ha sobrevivido al pasar del tiempo fue cegado; mientras Hormizd será encarcelado durante trece años.
Su cautiverio termina cuando fue liberado por su esposa en 323 y escapó a Constantinopla, donde el emperador romano Constantino I le ayudó y le dio un palacio cerca de la costa del mar de Mármara.
El palacio que construyó se convirtió en un importante topónimo de la ciudad. Dará nombre al barrio que en tiempo de los bizantinos se conocía como Hormisdou (en griego: ἑν τοῖς Ὁρμίσδου), que significa «cerca de las casas de Hormizd». En este barrio destaca la antigua iglesia conocida como la Pequeña Santa Sofía. El palacio se convirtió en la residencia privada del emperador bizantino Justiniano I antes de su acceso al trono. 